# Igenkänningssystem
Ett igenkänningssystem är ett system för att automatiskt avgöra ett flygplans eller annan farkosts identitet.

## Bakgrund
I krig och i strid har det alltid varit av största betydelse att kunna skilja vän från fiende. Därför för örlogsfartyg och andra fartyg sedan flera hundra år tillbaka nationsflagga. När flygplan började användas i strid under första världskriget målade man stora nationalitetsbeteckningar på vingarna och på flygkroppen för att kunna skilja egna flygplan från fientliga. Trots det var vådabekämpning vanlig. I takt med att flygplanen blev allt snabbare och luftvärnssystem blev allt effektivare ökade behovet av ett system för att även på långt håll och i mörker kunna avgöra om ett flygplan är fientligt eller inte.
Under andra världskriget var det vanligt att luftvärnet använde strålkastare för att lokalisera flygplan nattetid. Dessa strålkastare kunde även användas för att sända morse-signaler till oidentifierade flygplan. Egna flygplan kunde då identifiera sig genom att skjuta lysraketer i rätt färg. Vilken färg som var ”rätt” färg var hemligt och ändrades varje natt.

## Historia
Införandet av radar gjorde att man kunde upptäcka flygplan på mycket längre avstånd, men också ett nytt sätt att sända morsesignaler; Radio. Radiotekniken gjorde det också möjligt att bygga en sändare som kunde aktiveras om den mottog ”rätt” morsesignal och automatisk sända ”rätt” svar. Den första apparaten konstruerades för Royal Air Force 1939 och kallades ”Pip-Squeak”. Den kunde inte ta emot några signaler utan drevs i stället av en klocka som skickade ut pejlsignaler under ett visst intervall med en minuts mellanrum. Flera flygplan kunde tilldelas olika intervall.
Vid tiden för slaget om Storbritannien 1940 hade man utvecklat en superregenerativ mottagare som sattes i resonans av signalerna från radarkedjan ”Chain Home”. Den kallades IFF Mk.I (identification friend or foe = Identifiering vän eller fiende) och gjorde att radaroperatörerna kunde se ekona mycket tydligare än ekona från flygplan som inte hade IFF-apparat. En IFF Mk.II som även klarade de högre frekvenserna från låghöjdsradarn ”Chain Home Low” konstruerades också.
När USA gick med i kriget 1942 uppstod behovet av ett gemensamt igenkänningssystem. Dessutom hade införandet av centimetervågsradar gjort att det inte längre var praktiskt att använda resonans. I stället konstruerades ett nytt system, IFF Mk.III där apparaten i stället aktiverades av ett pulståg som sändes av riktad sändare i anslutning till radarn, en så kallad ”frågestation”. Apparaten i flygplanet kallades ”svarsstation” och svarade med sitt eget pulståg, vilket gjorde att flygplanet kunde identifieras som individ och inte bara som vän eller fiende.
Systemet hade dock ett flertal nackdelar; Dels överlappade frekvensbandet delvis med den tyska Würtzburg-radarn, dels användes samma frekvens för både fråga och svar, vilket gjorde att ett svar från ett flygplan kunde utlösa apparaten på ett annat flygplan. Det gick inte heller att urskilja svaren från olika flygplan i samma formation.
Efter kriget utvecklade amerikanerna sin egen AN/APX-serie igenkänningssystem.

## IFF
Det som idag kallas IFF (identification, friend or foe) är ett internationellt system för både militära och civila flygplan. Det har flera lägen där läge 1, 2, 3, 4 och 5 är för militär användning. Läge 4 och 5 kräver en kryptonyckel för att fungera. Läge A, C och S är för civil flygtrafik. Läge 3 och läge A är samma sak och gemensam för både militär och civil flygtrafik.